# آواتر تکنولوژی
آواتر تکنولوژی (چینی: 阿维塔; پین‌یین: Ā wéi tǎ؛ تلفظ به‌صورت "Avatar") یک شرکت چینی تولید خودروهای الکتریکی است که دفتر مرکزی آن در چونگ‌چینگ است. آواتر تکنولوژی برند خودروهای برقی ممتاز چانگان اتومبیل است که با شرکت ارائه دهنده باتری کانتمپ و چندین پایه داخلی چینی و فناوری پشتیبانی شده توسط هواوی، سرمایه‌گذاری شده‌است.

## تاریخچه

### ریشه چانگان-نیو
در سال ۲۰۱۸، چانگان قصد داشت یک شرکت جدید با تمرکز بر توسعه خودروهای الکتریکی مدرن و پیشرفته با همکاری نیو ایجاد کند. برای این منظور، شرکت سرمایه‌گذاری مشترک چانگان-نیو با نسبت سهم ۵۰:۵۰ در سال ۲۰۱۸ تأسیس شد، اما دو سال بعد و به دلیل خروج نیو، این اتحاد محقق نشد.

### تولد آواتر
پس از خروج نیو، چانگان با غول‌های فناوری‌های مدرن چینی، سازنده باتری CATL و شرکت فناوری هواوی درگیر شد و در مه ۲۰۲۱ نام چانگان-نیو را به آواتر تکنولوژی تغییر داد.
در نوامبر ۲۰۲۱، آواتر تکنولوژی دور اول افزایش سرمایه و گسترش سهام خود را آغاز کرد. درصد مالکیت چانگان اتومبیل از ۹۵٫۳۸٪ به ۳۹٫۰۲٪ کاهش یافت. CATL ۲۳٫۹۹٪ را در اختیار داشت و مابقی توسط چندین بنیاد سرمایه‌گذاری نگهداری می‌شود. هواوی در آواتر سهامدار نیست، اما همکاری نزدیکی با آن داشته و راه حلی جامع برای آن ارائه کرده‌است.
در اوت ۲۰۲۲، آواتر سرمایه‌گذاری دور سری آ را آغز کرد، پس از معرفی سه سرمایه‌گذار دیگر با حمایت شرکت‌های خصوصی چینی و دولت‌های محلی، آواتر تکنولوژی به مقیاس کلی تأمین مالی نزدیک به ۵ میلیارد یوان رسید. سهام مالکیت چانگان اتومبیل از ۳۹٫۰۲ درصد به ۴۰٫۹۹ درصد افزایش یافت، در حالی که CATL در افزایش سرمایه شرکت نکرد و سهام مالکیت آن از ۲۳٫۹۹ درصد به ۱۷٫۱۰ درصد کاهش یافت.
در اوت ۲۰۲۳، آواتر دور تأمین مالی سری بی خود را تکمیل کرد و به ارزشی نزدیک به ۲۰ میلیارد یوان دست یافت. چانگان اتومبیل، مدیریت دارایی جنوب و صندوق صنعتی لیانگ جیانگ به افزایش سرمایه‌گذاری خود ادامه دادند. علاوه بر این، سرمایه دولتی را از صندوق سرمایه‌گذاری صنعتی چونگ‌کینگ، سرمایه‌گذاری چاینا اوربرایت و گوانگ‌کای هلدینگ جذب کرد. چانگان اتومبیل با سهام مالکیت بدون تغییر ۴۰٫۹۹٪، همچنان بزرگ‌ترین سهامدار آواتر ماند. CATL با کاهش سهم مالکیت از ۱۷٫۱۰ درصد به ۱۴٫۱۰ درصد، دومین سهامدار بزرگ است و چونگ‌چین چانگان، یک بنیاد خصوصی، سومین سهامدار بزرگ است که سهام مالکیت آن از ۱۳٫۵۵ درصد به ۱۱٫۱۷ درصد کاهش یافته‌است.

## محصولات
اولین خودرو آواتر، شاسی بلند بزرگ و تمام الکتریکی ئی۱۱ بود که از طرح‌های رقیب با برد طولانی تقریباً ۷۰۰ کیلومتر (۴۳۰ مایل) با هر بار شارژ متمایز است.
شروع تولید اولین مدل برای بازار داخلی چین برای سه‌ماهه دوم سال ۲۰۲۲ برنامه‌ریزی شده بود و تحویل اولین واحدها برای پایان همان سال برنامه‌ریزی شده بود. در نهایت، مدل تولیدی با نام آواتر ۱۱ و با حذف حرف ئی از نام، به‌طور رسمی در اوت ۲۰۲۲ عرضه شد. فروش این خودروی الکتریکی لوکس در نوامبر ۲۰۲۲، یک سال پس از آغاز به کار رسمی شرکت جدید آغاز شد و آن را به عنوان یک محصول برتر با قیمت ۵۱۸۰۰ دلار معرفی کرد. در عین حال، آواتر تکنولوژی تمایل خود را برای افزایش عرضه تعداد مدل‌های خود با معرفی ۴ خودرو جدید تا سال ۲۰۲۵ اعلام کرد. اولین مدلی که بخشی از گسترش برند آواتر است، یک خودروی سدان شرکتی با نام ۱۲ است که در ژوئیه ۲۰۲۳ به‌طور رسمی ارائه شد

### محصولات فعلی
- آواتر ۱۱ (۲۰۲۲–اکنون)، اس‌یووی سایز متوسط
- آواتر ۱۲ (۲۰۲۳–اکنون)، سدان سایز متوسط

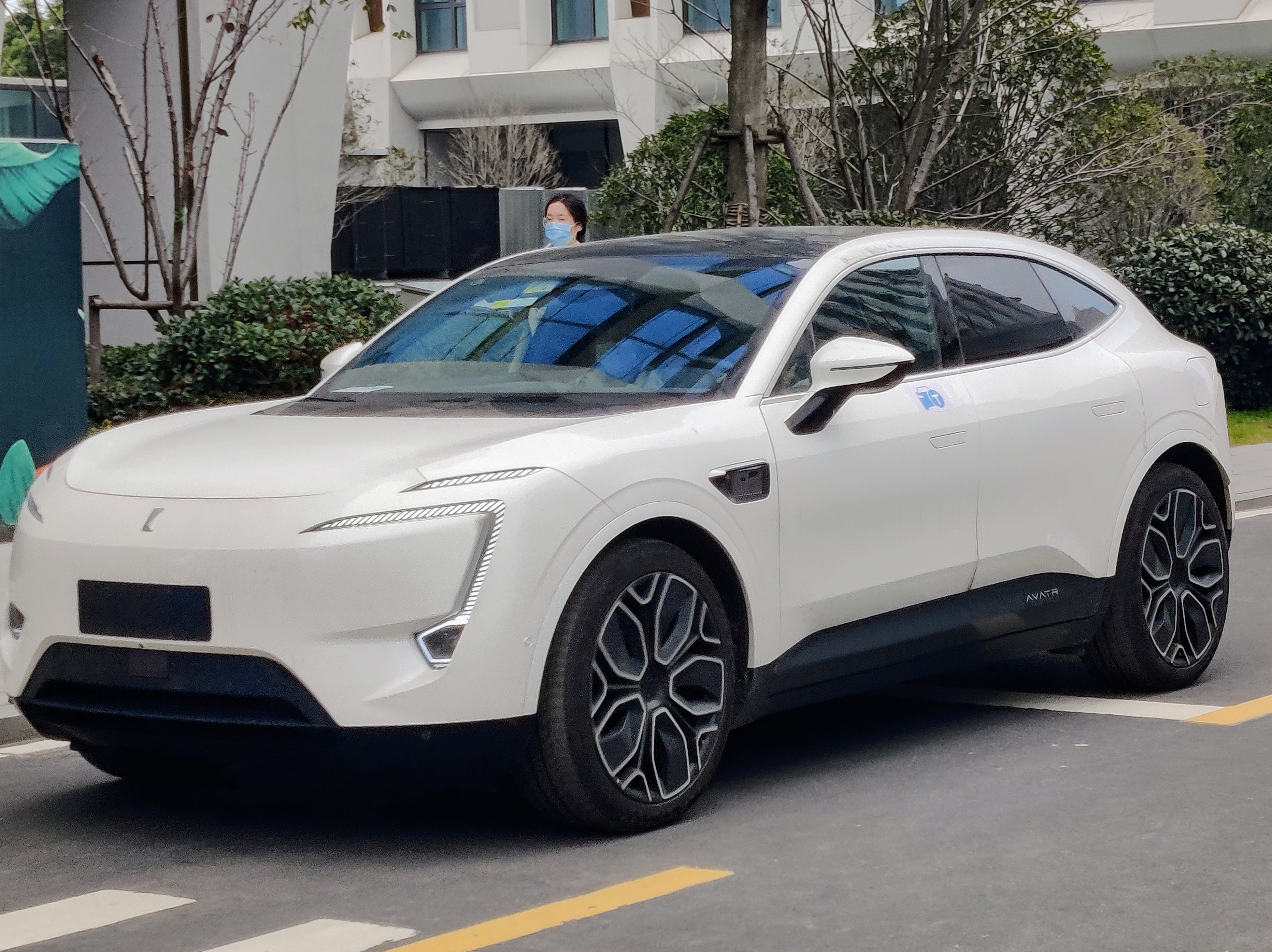
آواتر ۱۱
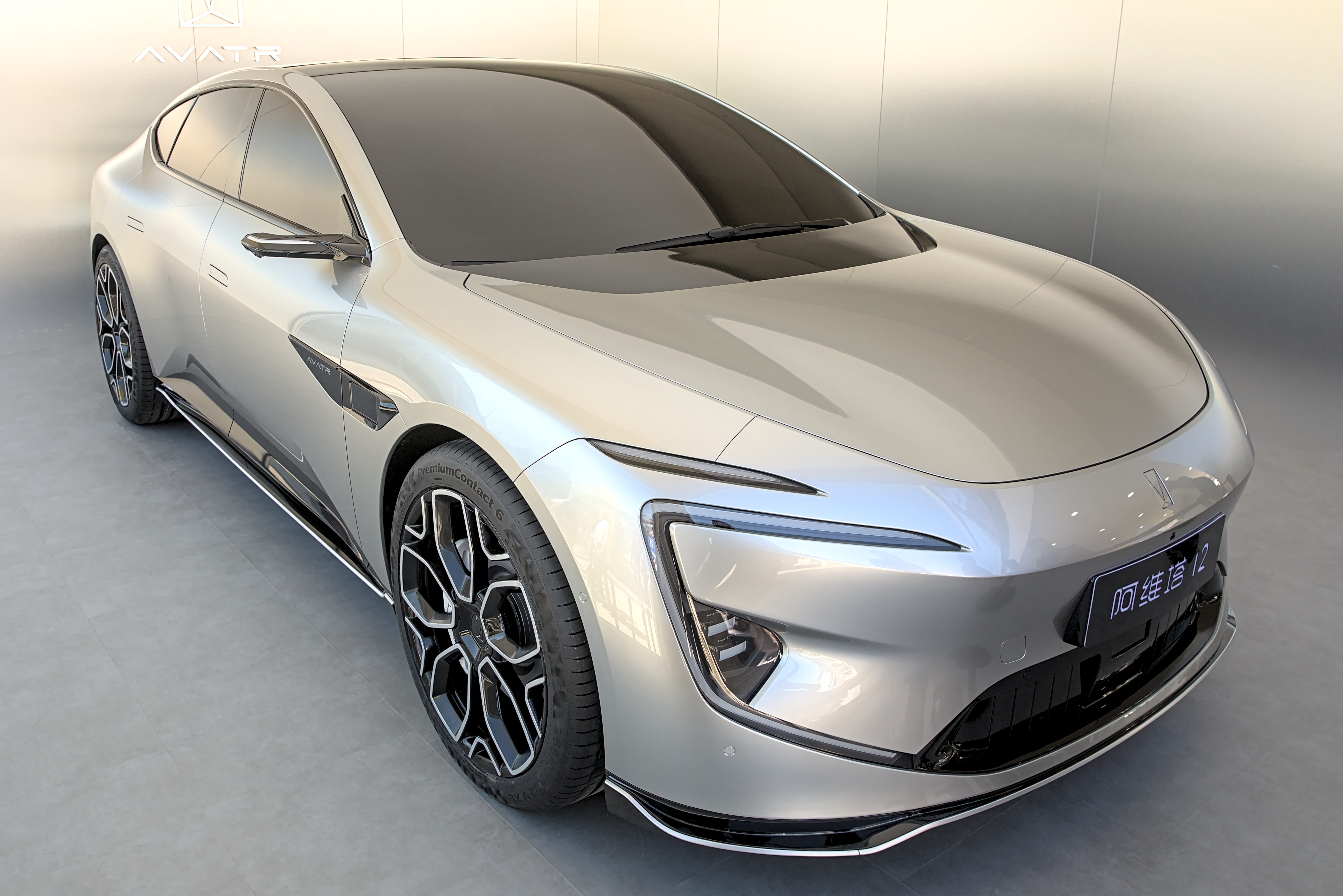
آواتر ۱۲